# 基督君王主教座堂

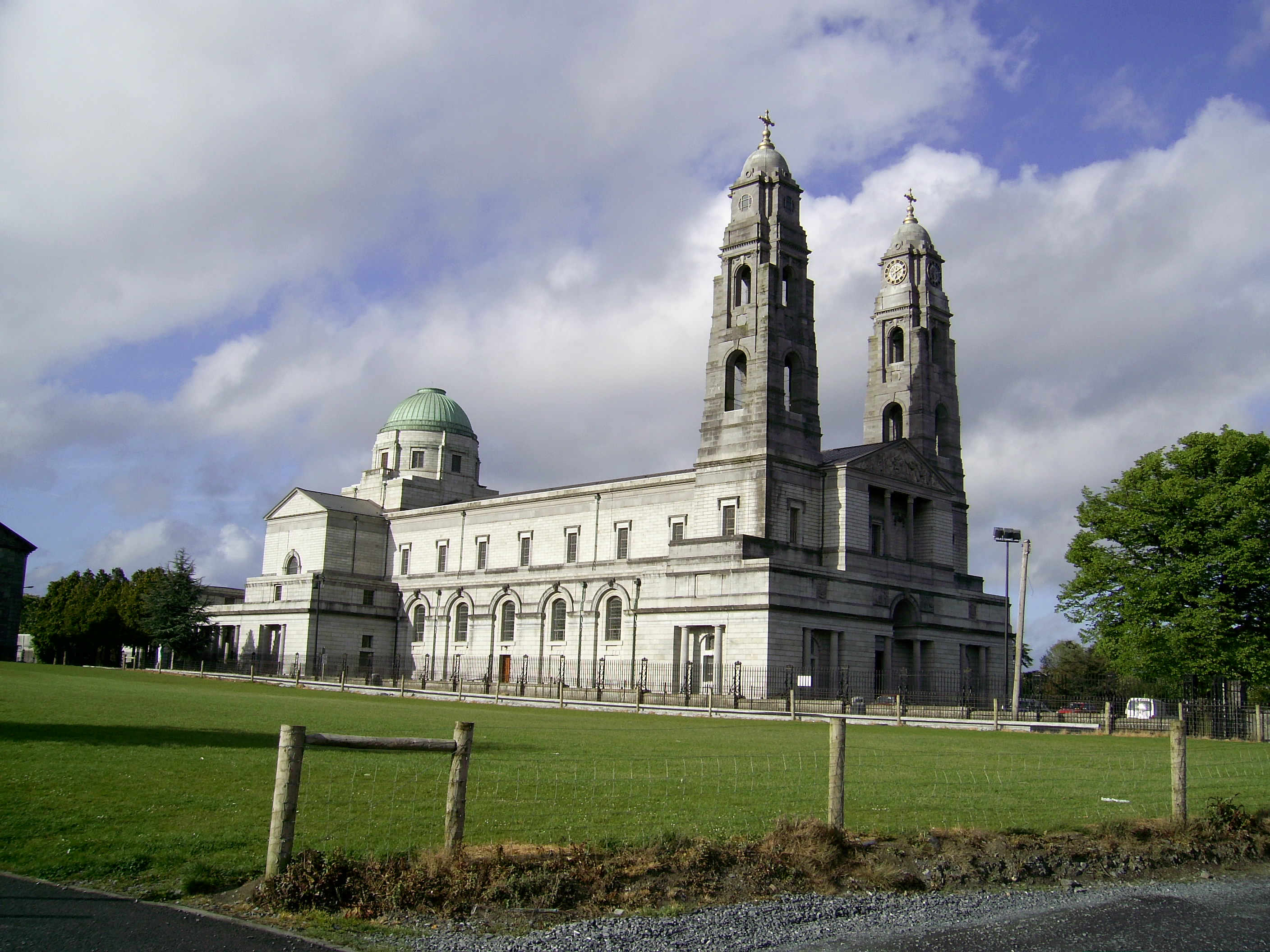

基督君王主教座堂（英語：Cathedral of Christ the King）是位於愛爾蘭共和國城市馬林加的一座羅馬天主教的主教座堂。這座教堂也是天主教米斯教區的主教座堂。教堂於1933年開始修建，並在1936年竣工。

## 外部連結
- Official website for the diocese （页面存档备份，存于）
- Diocese of Meath （页面存档备份，存于） (GCatholic.org)
- Catholic-Hierarchy.org - Diocese Profile （页面存档备份，存于）
- Profile from CatholicCity.com （页面存档备份，存于） - info from Catholic Encyclopedia

53°31′37″N 7°20′47″W / 53.5269°N 7.34629°W